# L'Orignal
Pour les articles homonymes, voir Orignal (homonymie).
L'Orignal est un village des comtés unis de Prescott et Russell, en Ontario, Canada. Le village fait partie du canton de Champlain. Sa population en 2011 est de 2 068 habitants. Il tire son nom de l'orignal, aussi appelé Pointe à l'Orignal. Il faisait partie des seigneuries de la Nouvelle-France. 

## Urbanisme
Les équipements municipaux comptent entre autres le parc Laurier-Pilon. L’Orignal compte une marina sur la rivière des Outaouais.

## Histoire

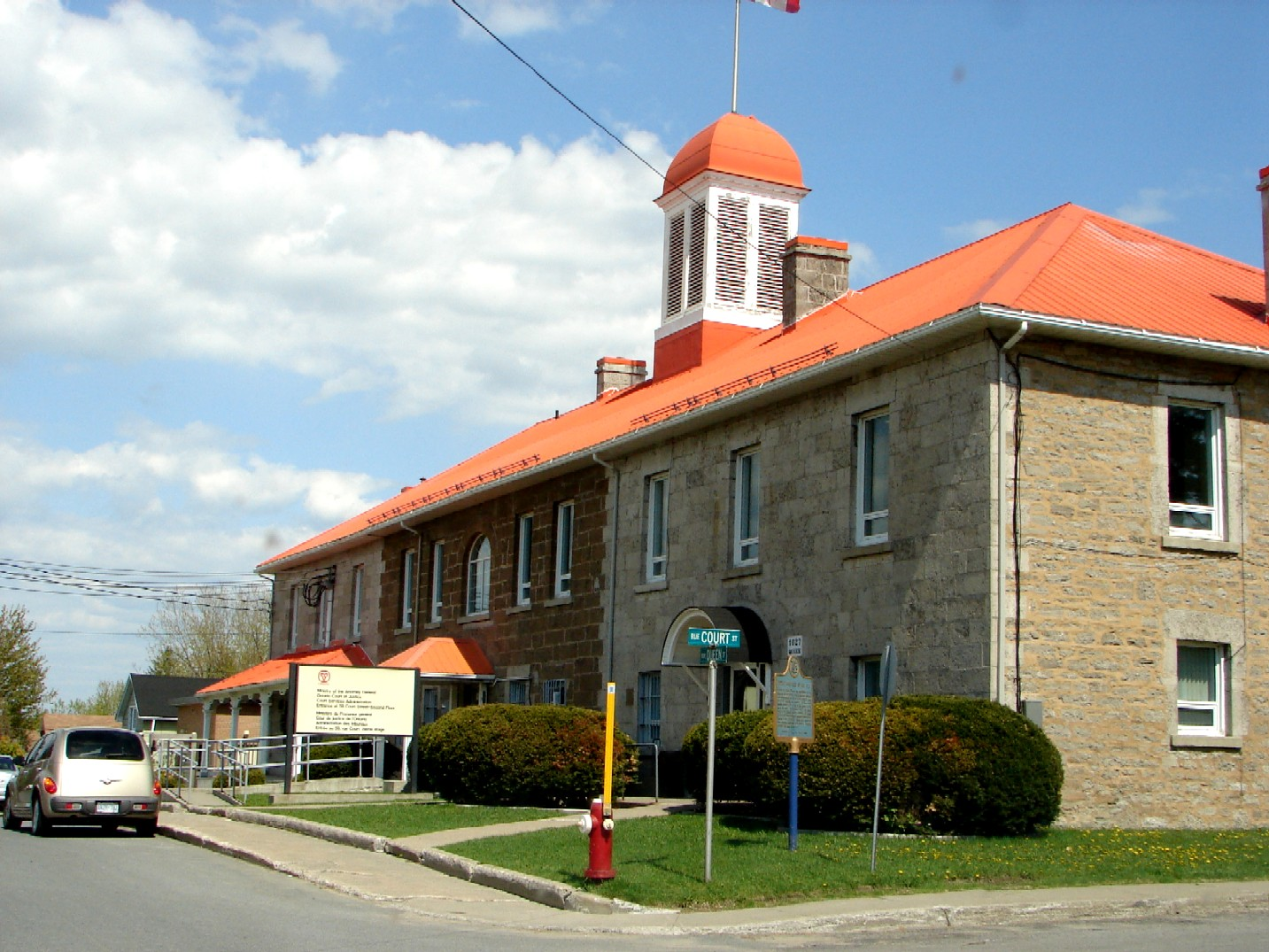
Palais de justice et ancienne prison de L'Orignal

La seigneurie de l'Orignal, est concédée par la Compagnie française des Indes occidentales le 27 novembre 1674 à François Prévost.  Elle sera éventuellement héritée par la famille de Longueuil, déjà propriétaire de plusieurs seigneuries.  Ensemble avec la seigneurie de Cataraqui de René Robert Cavelier de La Salle, elles étaient les seules seigneuries octroyées par le roi de France dans la province qui est aujourd'hui l'Ontario. Faisant partie de la Nouvelle-France, la région fut cédée à la Grande-Bretagne en 1763. La seigneurie fut intégrée au Haut-Canada par l'Acte constitutionnel lors de la division de la province de Québec en 1791.   
230 000 acres de la seigneurie furent achetés par Nathan Treadwell de Plattsburgh (New York), en 1798. Sa propriété fut confisquée par le gouvernement pendant la Guerre de 1812 et fut retournée à son fils en 1823. Le village de L'Orignal fut choisi comme village de district en 1816. La cour régionale du district fut construite en 1825 et est encore fonctionnelle. La paroisse Saint-Jean-Baptiste est érigée en 1836. La paroisse de L'Orignal fut établie en 1846 comme première paroisse dans le comté de Prescott.
Le village fut incorporé en 1876 et fut amalgamé à Champlain en 1997 comme un des quatre districts. Il est maintenant le siège du comté pour les comtés unis de Prescott et Russell.

## Économie
L'acierie Ivaco Rolling Mills emploie 400 travailleurs à son usine de L'Orignal.

## Démographie
| 2011  | 2016  |
| ----- | ----- |
| 1 403 | 1 450 |

## Culture
Les bâtiments et lieux historiques de L'Original comprennent entre autres l'ancienne prison, l'église Saint-Jean-Baptiste, la caserne de pompiers Marcel-Huneault, l'école et le cimetière Cassburn, l'église unie Cassburn, la maison Riverest.

### Ancienne prison de L'Orignal
La prison de L’Orignal, la plus ancienne en Ontario, édifice patrimonial de style néo-loyaliste construit en 1825, est le bâtiment public le plus ancien des Comtés unis de Prescott et Russell. En 1962, à la fonction carcérale s'ajoutent les bureaux administratifs du comté. Il était le seul centre carcéral francophone en Ontario lors de sa fermeture en 1998. Il abrite maintenant un musée et est un lieu d'activités culturelles. Les expositions temporaires de 2013 portent entre autres sur le Manoir Duldreaggan. Par exemple, la troupe des non coupables présente « La dernière pendaison ».

## Société
Le village compte l'école élémentaire catholique Saint-Jean-Baptiste. Le Carnaval de L’Orignal, qui a lieu en février, est organisé par les pompiers de L’Orignal, avec la participation de plusieurs organismes communautaires locaux. Louise Bédard, ancienne enseignante à l’école Saint-Jean-Baptiste de L’Orignal, cofonde et préside le comité Patrimoine L’Orignal-Longueuil Heritage ainsi que le comité de l’Ancienne prison de L’Orignal. Elle monte une exposition sur les Seigneurs de Treadwell et un site Internet consacré aux Anciens combattants de la région de L’Orignal. Elle participe également à la réaction de l’ouvrage « L’Orignal-Longueuil ». En 2010, elle est en lice pour le prix Huguette-Parent. Elle reçoit le prix du Lieutenant-gouverneur de l’Ontario en 2011 et est faite membre de l’Ordre de la francophonie de Prescott et Russell en 2013.